# Gare d’Hénin-Beaumont
Gare d’Hénin-Beaumont vasútállomás Franciaországban, Hénin-Beaumont településen.

## Vasútvonalak
Az állomást az alábbi vasútvonalak érintik:
- Lens-Ostricourt-vasútvonal

## Kapcsolódó állomások
A vasútállomáshoz az alábbi állomások vannak a legközelebb:
- Gare de Dourges
- Gare de Billy-Montigny